# Registre de sécurité
En France, le registre de sécurité est un document permettant d'assurer la traçabilité des différents contrôles et vérifications périodiques auxquels doivent satisfaire le matériel et les installations des collectivités. Cela concerne certains ERP (Établissement recevant du public en droit français) et ERT (Établissements Recevant des Travailleurs). Le registre de sécurité est un document papier, la dématérialisation est sujette à des problèmes juridiques.

## Contenu
L'article R*143-44 du code de la construction et de l'habitation. cite notamment les points suivants que doit contenir le document :
- l'état du personnel chargé du service d'incendie ;
- les diverses consignes, générales et particulières, établies en cas d'incendie y compris les consignes d'évacuation prenant en compte les différents types de handicap ;
- les dates des divers contrôles et vérifications ainsi que les observations auxquelles ceux-ci ont donné lieu ;
- les dates des travaux d'aménagement et de transformation, leur nature, les noms du ou des entrepreneurs et, s'il y a lieu, de l'architecte ou du technicien chargés de surveiller les travaux.

## Dématérialisation
La commission centrale de sécurité a statué par deux fois, en 2003 et en 2012  (point 3.3) sur la validité des registres de sécurité incendie dématérialisés en s'appuyant sur l'article 1316-3 du code civil : " l’écrit sur support électronique a la même force probante que l’écrit sur support papier " et l'article 1316-4 : " la fiabilité de ce procédé est présumée, jusqu’à preuve du contraire, lorsque la signature électronique est créée, l’identité du signataire assurée et l’intégrité de l’acte garantie, dans les conditions fixées en Conseil d’État ".